# 胡濙
胡濙（1375年—1463年），字源潔，號芝軒，直隶武進縣（今江蘇省常州市）人。明朝政治人物，建文庚辰進士，五十餘年間，歷仕六朝，累官至禮部尚書。精研医学，有《芝軒集》等。谥忠安。

## 生平

### 建文、永樂年間
胡濙為建文二年（1400年）進士，授兵科給事中。建文四年（1402年）十月初四日为兵科右给事中。永樂元年（1403年），遷戶科都給事中。建文帝生死不明，一說削髮為僧外逃。成祖派遣胡濙以行醫名義，四處查訪其下落，永樂十四年（1416年）還，擢禮部左侍郎。
永樂十六年（1418年）六月，成祖又遣禮部左侍郎胡濙巡江浙，臨行前，皇帝告訴他：“人言東宮多失德”，胡濙暗中調查結果認為並無此事，“以皇太子誠敬曉謹七事密奏之，自是上疑始釋”。永樂二十一年，胡濙似乎已知道建文帝的下落，史載：“帝已就寢，聞濙至，急起召入。濙悉以所聞對，漏下四鼓乃出。先濙未至，傳言建文帝蹈海去，帝分遣內臣鄭和數輩浮海下西洋，至是疑始釋”。

### 洪熙、宣德年間
仁宗即位，召胡濙為行在禮部侍郎。
宣德元年（1426年）四月，胡濙進禮部尚書。

### 正統年間
明宣宗卒後，與楊士奇、楊榮、楊溥、張輔同為顧命大臣。
正統八年（1443年）撰有《敕賜法海禪寺碑記》，任禮部尚書三十餘年，多次丟失禮部官印，其間“失去本部印者凡三度”，最後被劾下獄，“而印偶獲，則部吏所盜也，上始宥之”，不久釋放。正統九年，乞致仕，不予批准。正統十四年（1449年），明英宗北征，遇土木堡之变被俘，當時有廷臣建議南遷至應天府。胡濙則稱：「文皇定陵寢於此，示子孫以不拔之計也。」並與兵部侍郎謙謀定退敵之策。

### 景泰年間
明景帝繼位後，胡濙加太子太傅。 
楊善出使也先，胡濙上言宜附進服食，不予批准。明英宗將歸還時，命禮部具奉迎儀。胡濙等商議派遣禮部官員在龍虎臺迎接，而錦衣衛等則到居庸關護駕，百官均在土城外迎接，諸將則在教場門相迎；時為太上皇的明英宗則從安定門入，進東安門，於東上北門南面坐，明景帝謁見後，百官朝見，太上皇則入南城大內。此建議上奏後，明景帝卻下旨只拍一轎二馬迎於居庸關，至安定門再由錦衣衛法駕，其餘得准。給事中劉福等人稱此禮太薄。明景帝則稱：「朕尊大兄為太上皇帝，尊禮無加矣。福等顧云太薄，其意何居？禮部其會官詳察之。」胡濙則稱：「諸臣意無他，欲陛下篤親親耳。」明景帝答曰：「昨得太上皇書，具言迎駕之禮宜從簡損，朕豈得違之。」至此群臣不再敢言。
當時恰龔遂榮寫書投大學士高谷，稱奉迎宜厚，高谷在朝上請王直等一同觀看，王直與胡濙準備呈上，被都御史王文阻止，後被給事中葉盛發現，並與林聰彈劾高谷、王直、胡濙等人為大臣，有事必須上告，不宜竊竊議論。明景帝於是索要該信。胡濙呈上且進言皇帝亦躬迎安定門外。明景帝不悅，沒有批准。明英宗歸還後，居南城宮。胡濙請明景帝次年正旦率群臣朝延安門，不予批准。明英宗壽節，請令百官拜賀延安門，亦不許。景泰三年，與王直並進少傅，更換太子後，加兼太子太師。王文厭惡林聰，欲下罪殺害。胡濙不肯署名，於是稱病在家。明景帝派人問疾，其對曰：「老臣本無疾，聞欲殺林聰，殊驚悸耳。」於是釋放林聰。
英宗復辟，以老致仕。天順七年（1463年）卒。贈太保，諡忠安。

## 著作
胡濙精医学，曾与戴元禮讲《内》、《难》诸经，推张仲景为医宗。
有《卫生易简方》、《芝轩集》、《律身规鉴》等。
《皇明经世文编》辑有《胡忠安奏疏》一卷。

## 佚事
传言胡濙生而白髮，善哭，有僧称其为高僧转世。